# Officine Galileo
Le Officine Galileo sono un'azienda italiana produttrice di strumenti scientifici ed astronomici con sede a Campi Bisenzio, in provincia di Firenze.
La produzione di strumenti per ottica ed optoelettronica è all'avanguardia a livello mondiale e fornisce strumenti scientifici avanzati per satelliti e sonde spaziali. Un esempio sono alcuni rivelatori a bordo della missione Mars Express. Fino al 1964 la produzione comprendeva anche strumenti scientifici didattici.

## Storia
La proposta di fondazione della società risale al 1862, ad opera dell'astronomo e costruttore di strumenti Giovanni Battista Amici, noto scienziato del tempo, "abile ottico e meccanico", che era giunto a Firenze nel 1831, chiamato dal Granduca Leopoldo II con l'incarico di dirigere La Specola ed il Museo di Fisica. Amici per superare le difficoltà ed i costi di approvvigionamento di strumenti scientifici, oggetti per i quali, data la carente struttura industriale, il Granducato dipendeva fortemente dalle importazioni, decise di avviare un'officina che nel 1864 avrebbe assunto il nome di "Officina Galileo". Alla morte di Amici nel 1863 l'officina attraversa un periodo di crisi, che venne superato grazie al successore di Amici, lo scienziato pisano Giovanni Battista Donati con l'aiuto di Angelo Vegni altro scienziato.
Dopo la morte di Donati nel 1873, la produzione si estese a strumenti elettrici, di illuminazione. Erano a quell'epoca impiegati quaranta operai specializzati. Inizialmente i laboratori erano ospitati negli edifici dell'Istituto Tecnico Toscano, poi nel 1870 furono trasferiti in un nuovo locale presso la barriera delle Cure nell'allora periferia di Firenze. Gli ottimi strumenti prodotti furono adottati dagli osservatori di Arcetri, di Asiago e di Merate.
Nel 1875 con l'acquisto del terreno su cui sorge l'officina, Angelo Vegni resta l'unico proprietario dell'Officina. Alla morte del Vegni, avvenuta nel 1883, questi lascia erede universale un Istituto Agrario da fondarsi con il nome di Istituto Agrario Vegni nella sua fattoria delle Capezzine nel comune di Cortona. L'Istituto si disinteressa della Galileo per cui la società attraversa un periodo di profonda crisi economica. Nel 1895 viene costituita una società in accomandita semplice, con Accomandatario è l'Ingegner Giulio Martinez e accomandante l'Istituto Agrario Vegni. La nuova società che mantiene la denominazione Officina Galileo iniziando l'attività il 1º luglio 1896 e avviò in tale la produzione di strumenti ottici per la Regia Marina, in particolare periscopi e telemetri, produzione che sarebbe continuata per tutta la seconda guerra mondiale.

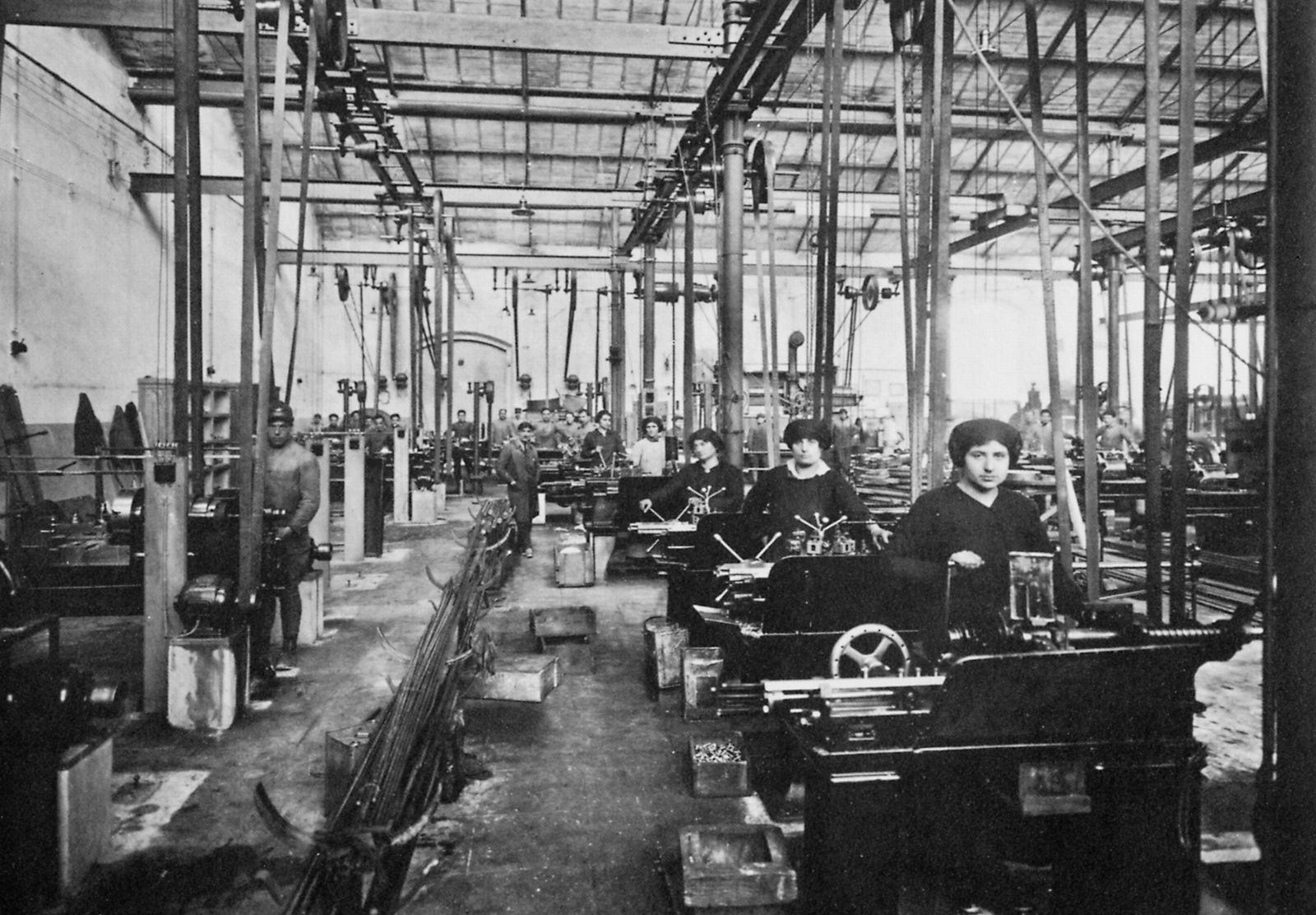
Donne al lavoro nelle Officine Galileo (foto Alinari). Data sconosciuta

Nel 1899 l'Istituto Agrario Vegni, si ritira dalla società cedendo la propria quota. Il 17 marzo 1907 l'assemblea generale degli azionisti ha deliberato lo scioglimento della Società e il 4 aprile successivo costituisce la Società anonima per azioni Officine Galileo. Uno dei due vicepresidenti del C.d.A. fu lo scienziato Guglielmo Marconi. Nel luglio dello stesso anno venne acquistato un appezzamento di terreno a Rifredi e nel maggio 1909 è iniziato il trasferimento dei macchinari nello stabilimento di Rifredi dove il 27 settembre dello stesso anno è iniziata la regolare attività della Officine Galileo.
Tra il 1909 e il 1911, viene costruito il primo padiglione produttivo meccanotessile a Rifredi denominato “M” ed è costituito da un primo nucleo, avente una tipologia strutturale a campate in ferro e vetro con pilastri in ghisa, e da un ampliamento successivo in calcestruzzo armato, realizzato fra il 1914 e il 1918. Gli ultimi ampliamenti, eseguiti a ridosso della prima guerra mondiale, riguardano gli alloggi per gli operai e i locali per la mensa. Superata la crisi, a causa della prima guerra mondiale, il periodo di maggior fulgore per la Galileo è quello fra le due guerre grazie alle grandi commesse per la Regia Marina. Nel periodo bellico gli occupati nello stabilimento di Rifredi erano oltre 8000 e l'antenna dei primi radar installati sulle navi italiane era di realizzazione delle Officine Galileo, così come le centrali di direzione del tiro e i telemetri stereoscopici.
L'Officina Galilei di Firenze fu salvata da una squadra armata, composta da compagni amici studenti universitari e "vigili del fuoco" - operai della Galileo stessa -.  inviati dal CTNL Fiorentino e comandata da "Nelson" (Giuliano Calcini)  che fra il fuoco amico degli Alleati, ne impedirono la distruzione da parte dei Nazisti in ritirata.[https://velaccino.blogspot.com/p/le-officine-galileo.html]. Il 19 settembre 1945 gli operai diedero vita Fondazione Lavoratori Officine Galileo (FLOG)  al fine di collaborare alla rinascita anche culturale della città. Terminata la guerra, l'Azienda si trovò pesantemente penalizzata, con molti macchinari che alla fine del 1943 erano stati trasferiti nel Nord Italia, presso l'officina di Battaglia Terme, dove gli Alleati  ed i Tedeschi in ritirata avevano fatto saltare buona parte dei macchinari rimasti.
L'attività produttiva, dopo la guerra, venne autorizzata dagli Alleati solo per la realizzazione di prodotti non strategici. Il problema della conversione delle attività da militari a civili fu però affrontato e risolto grazie alle esperienze acquisite in un gran numero di settori, per cui nel 1945 venne preparato un piano di sviluppo che privilegiava le produzioni civili e, ancora una volta i settori di attività furono vastissimi, andando dalla strumentazione elettrica agli apparati per l'alto vuoto e in particolare venne sviluppata la produzione di macchine e telai per l'industria tessile anche per la presenza della vicina Prato che alla fine della guerra si trovava con oltre il 40% dei macchinari e delle fabbriche tessili distrutte.

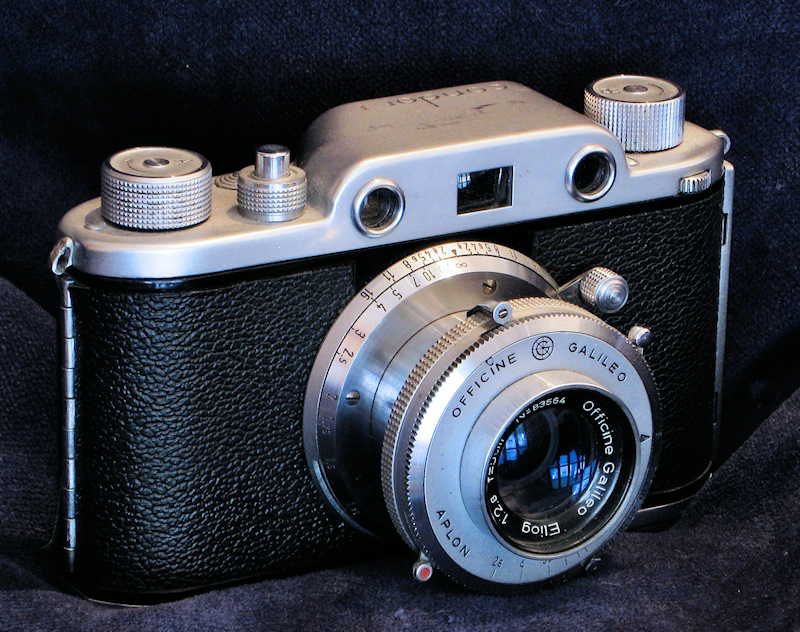
La fotocamera a telemetro Condor I. Evidente l'ispirazione ai modelli Leica

Nell'ambito della riconversione dell'industria bellica nel secondo dopoguerra, la Galileo sviluppò la produzione di fotocamere economiche ma di buona qualità sulla falsariga dei modelli prestigiosi prodotti dalla tedesca Leica, in particolare rifacendosi alla Leica III. La prima prodotta nel 1947 fu la Condor I, una 35 mm a formato intero 24×36 dotata di telemetro, commercializzata dalla Ferrania col marchio congiunto Ferrania-Galileo. A questa seguirono la Condor Junior, semplificata, la Candog destinata al mercato australiano, la versione economica Condoretta e infine nel 1952 la Condor II dotata di un obiettivo a sei lenti Esaog da 50 mm f/2.0, l'obiettivo più luminoso che sia stato fabbricato interamente in Italia.
La produzione di fotocamere terminerà alla metà degli anni cinquanta; tuttavia la filiale milanese costruirà a partire dal 1953, e per una decina d'anni, una microcamera (formato 12×17 mm) su pellicola 16 mm, simile alle più note Minox. L'apparecchio, denominato GAMI (Galileo Microcamera o Galileo Milano) presenta caratteristiche di eccellenza, non inferiori a quelle della famosa concorrente tedesca: mirino con telemetro accoppiato, otturatore a lamelle metalliche sul piano focale con tempi da 1 a 1/1000 s, esposimetro e motore a molla incorporati, obiettivo 25 mm F/1.9 (Galileo Esamitar), una vasta gamma di accessori come treppiedi, lenti macro, aggiuntivi ottici, ingranditori, sviluppatrici ecc
Tra la fine del 1958 e l'inizio del 1959 le Officine Galileo saranno epicentro di una delle principali vertenze della storia di Firenze. I lavoratori scendono in lotta per evitare i quasi mille licenziamenti decisi dalla Direzione per cercare di mettere fine ad una presenza sindacale e politica in fabbrica che non è stata fino a quel momento scalfita. Dopo le prime proteste, gli operai arrivano ad occupare lo stabilimento il 10 gennaio 1959, quando arrivano 530 lettere di licenziamento. A gestire la protesta è la Commissione Interna guidata da Gianfranco Bartolini .Il 27 gennaio, dopo lo sgombero della fabbrica, la città è teatro di duri scontri tra manifestanti e polizia che durano per l'intera giornata. La vertenza si conclude con una importante vittoria sindacale. L'accordo prevede infatti 400 tra licenziati effettivi e i dimissionari volontari, ma quasi tutti avranno una ingente buonuscita e il ricollocamento in altre aziende o nel settore pubblico.
Nel 1980 la sede venne trasferita da Rifredi al nuovissimo insediamento di Campi Bisenzio. Nel 1994 la Officine Galileo si fonde con la SMA-Segnalamento marittimo ed aereo dalla EFIM. Il settore tessile, che già prima del trasferimento a Campi Bisenzio si era distaccato dalla Officine Galileo costituendo la Galileo Meccanotessile, chiude dopo pochissimi anni dal trasferimento a Campi Bisenzio, perché non più competitivo ed i dipendenti vengono reintegrati nella Officine Galileo.
L'azienda che dalla fine dell'Ottocento era di proprietà dell'Ing. Giulio Martinez, è rimasta legata fino agli anni cinquanta ad una conduzione di tipo familiare. Successivamente ai Martinez, la proprietà passò a delle Società: dapprima una finanziaria, la SADE (Società Adriatica di Elettricità), quindi Montedison, Bastogi Sistemi, Efim e infine Finmeccanica (oggi Leonardo). Il nome verrà sostanzialmente mantenuto fino alla fine dell'anno 2001, quando, a seguito di cambiamenti negli assetti proprietari, l'Azienda assume il nome di Galileo Avionica che cambierà ancora, nel 2010, in SELEX Galileo e successivamente in Selex ES dopo la fusione con altre aziende del gruppo. Dal 1º gennaio 2016, nell'ambito del progetto "One Company", anche Selex ES è stata fusa con le altre aziende del gruppo per formare l'entità unitaria Finmeccanica S.p.a. che successivamente ha assunto il nome Leonardo S.p.a.
Con il passaggio della proprietà a Finmeccanica avvennero altri grossi cambiamenti, in quanto venne deciso che il Core business dell'Azienda dev'essere concentrato nei settori militare e spaziale, per cui altri settori, nei quali comunque la "Officine Galileo" era leader mondiale vengono ceduti: il settore dell'Alto Vuoto va a costituire la Galileo Vacuum System del gruppo F.A.T.A. con sede a Prato, il settore Durometria viene ceduto alla LTF SpA con sede ad Antegnate in provincia di Bergamo, il settore fotogrammetria costituisce la Galileo Siscam con sede a Firenze; altri settori tradizionali, Strumentazione elettrica, Strumentazione ottica, Fotografia ecc. erano già stati abbandonati ancor prima di lasciare la sede di Rifredi.

## Biblioteca e archivio
Da segnalare la Biblioteca dell'azienda, che conserva circa 4.800 testi e molti periodici relativi alla meccanica, all'ottica, alla tecnologia del vuoto, all'ingegneria militare e all'informatica. Una parte dei fondi bibliotecari e archivistici è stata donata alla sede di Ingegneria della Biblioteca di Scienze Tecnologiche, Università degli Studi di Firenze ed è composta da più di 1000 tra monografie, riviste e opuscoli che riguardano elettricità, elettromagnetismo, ottica e altri rami dell'ingegneria tra cui quella militare, inoltre comprende anche un archivio (digitalizzato e in invia di pubblicazione) di più di duemila lastre fotografiche e foto su carta sul settore ottico, fotogrammetrico e geodetico delle Officine Galileo.